# Naboa cataleuca
Naboa cataleuca är en fjärilsart som beskrevs av Herrich-Schäffer 1858. Naboa cataleuca ingår i släktet Naboa och familjen nattflyn. Inga underarter finns listade i Catalogue of Life.